# Gheorghe Bodo
Gheorghe Bodo (węg. György Bodó, ur. 1923 w Vișeu de Jos, zm. 2004 w Oradei) – rumuński piłkarz występujący na pozycji obrońcy lub pomocnika, reprezentant Rumunii w latach 1948–1952, olimpijczyk.

## Kariera klubowa
Bodo grę w piłkę nożną na poziomie seniorskim rozpoczął w sezonie 1946/47 roku w drużynie Libertatea Oradea. Był to pierwszy sezon klubu w lidze rumuńskiej po II wojnie światowej i przywróceniu Siedmiogrodu do Rumunii. Bodo zadebiutował w Divizii A 28 sierpnia 1946 w przegranym 1:5 meczu z ITA Arad. Stał się od tego momentu podstawowym zawodnikiem. W sezonie 1948/49 wywalczył ze swoim zespołem (wówczas pod nazwą ICO Oradea) mistrzostwo kraju, wyprzedzając o 5 punktów CFR Bukareszt. Klub stał się wówczas drugim po Rapidzie Wiedeń, który zdobył mistrzostwo dwóch różnych państw (Węgry oraz Rumunia).
Z nadejściem lat 50. rozpoczął się powolny regres jego zespołu. W sezonie 1954 Progresul zajął ostatnie miejsce w tabeli i został relegowany do Divizii B. Bodo po zakończeniu rozgrywek został dożywotnio zdyskwalifikowany za udział w procederze ustawianiu meczów. Karę ostatecznie złagodzono do niespełna dwóch lat. Powrócił w sezonie 1956, gdy Progresul grał ponownie w rumuńskiej ekstraklasie i wywalczył krajowy puchar. W dalszym okresie Bodo grywał w klubie z częstymi przerwami i występował zazwyczaj na pozycji obrońcy. Karierę ostatecznie zakończył w 1962 roku, gdy jego zespół – wówczas jako Crișana Oradea – wygrał rozgrywki Divizii B i uzyskał promocję. Łącznie zanotował on w Divizii A 189 spotkań i zdobył 35 bramek.

## Kariera reprezentacyjna
24 października 1948 zadebiutował w reprezentacji Rumunii prowadzonej przez Iuliu Baratky'ego w meczu z Węgrami (1:5) w ramach Balkan Cup 1948. W spotkaniu tym wszedł on na boisko w 5. minucie, zastępując kontuzjowanego Antona Fernbacha-Ferencziego. 14 maja 1950 zdobył swojego pierwszego gola w drużynie narodowej w towarzyskim meczu przeciwko Polsce we Wrocławiu (3:3). W 1952 roku znalazł się w składzie rezerwowym na Igrzyska Olimpijskie w Helsinkach, na których Rumunia odpadła w I rundzie. Ogółem w latach 1948–1952 Bodo zanotował w reprezentacji 8 występów i strzelił 2 bramki.

### Bramki w reprezentacji
| Lp. | Data         | Miejsce                         | Przeciwnik     | Bramka | Rezultat | Ranga meczu     |
| --- | ------------ | ------------------------------- | -------------- | ------ | -------- | --------------- |
| 1.  | 14 maja 1950 | Stadion Olimpijski, Wrocław     | Polska         | 3:2    | 3:3      | Mecz towarzyski |
| 2.  | 21 maja 1950 | Stadionul Republicii, Bukareszt | Czechosłowacja | 1:0    | 1:1      | Mecz towarzyski |

## Sukcesy
Libertatea Oradea
- mistrzostwo Rumunii: 1948/49
- Puchar Rumunii: 1956